# كأس أمم أوقيانوسيا 2002
كأس أوقيانوسيا للأمم 2002 (بالإنجليزية: 2002 OFC Nations Cup) هو الموسم 6 من  كأس أوقيانوسيا للأمم. أشرف على تنظيمه اتحاد أوقيانوسيا لكرة القدم، وكان عدد الأندية المشاركة فيه  8، وفاز فيه منتخب نيوزيلندا لكرة القدم.